# Lobelia cubana
Lobelia cubana là loài thực vật có hoa trong họ Hoa chuông. Loài này được Urb. mô tả khoa học đầu tiên năm 1899.